# Мечінагар
Мечінагар (непальська. मेचीनगर) — місто і муніципалітет на південному сході Непалу. Розташоване в районі Джхапа, який входить до складу зони Мечі Східного регіону країни.
Розташоване на правому березі річки Мечі, через яку тут прокладено міст, на кордоні з індійськими штатами Біхар і Західна Бенгалія. Важливий погранпереход на непальсько-індійському кордоні. Муніципалітет був утворений шляхом злиття великих населених пунктів Дулабарі і Какарбхітта, а також кількох сіл.
За даними перепису 2011 року населення муніципалітету становить 57 545 осіб, з них 27 588 чоловіків і 29 957 жінок.
| Непал | Це незавершена стаття з географії Непалу. Ви можете допомогти проєкту, виправивши або дописавши її. |